# MCAA
MCAA（えむしーえーえー、Mashiko Ceramics and Arts Association、日本訳：益子陶芸家＆芸術家協会）とは、栃木県芳賀郡益子町にあるNPO法人：特定非営利活動法人である。
東日本大震災が発生した時に、益子焼陶芸家だった故・島岡達三が作り上げた縁がきっかけで発足した。
「MCAA 6 gallery（えむしーえーえー しっくす ぎゃらりー）」に事務所を置き、同所を拠点として活動を行っている。

## 沿革
2011年（平成23年）3月11日、東日本大震災が発生した。その時に益子町は美術品や商品の陶器や建築物が損壊する大きな被害に見舞われ、町内にあった約40ものの登り窯やガス窯も全半壊してしまった。
この時に、インターネットで益子町の被害状況を知った、益子焼の陶芸家であり人間国宝でもあった故・島岡達三に教えを受けた、世界各地にいた海外の数多くの弟子たちからの支援希望が相次いだため、義援金の受け皿の組織となる「TATSUZO地震災害支援復興基金：略称・TRF」が設立された。
そして海外の島岡達三の弟子たちからTRFに寄せられた義援金を用いて、益子町の陶芸家に対する窯を修復するための炉材購入に限定して購入資金の支援を行った。
ところが、当時益子町内にいた400人以上にも登った陶芸家たち全てを把握するのは困難であった。島岡の長女である筆谷淑子が｢海外から送られてきた義援金を若い陶芸家たちに使って欲しいが、被災状況がわからない｣と、友人の益子町の陶芸家である横尾聡に相談した。そしてこの時に、益子町の陶芸家同士のネットワーク作りの必要性を痛感した。
こうして義援金の配布がひと段落した後の2011年（平成23年）12月25日、「益子の町と焼き物を元の姿に戻したい」という考えを持った益子町の陶芸家たちが集い、更にそのネットワーク作りのためのNPO法人「MCAA」（Mashiko Ceramics and Arts Association／日本訳：益子陶芸家＆芸術家協会）が設立された。益子焼の陶芸家・鈴木稔を代表及び理事長、島岡達三の長女である筆谷淑子を副理事長として、東日本大震災で被災した益子町の陶芸家やガラス工芸作家たち13人で活動を始めた。
この時の活動方針として
- 益子町内外の被災地支援活動[12][15]
- 益子町内外の益子焼陶芸家の情報を集めたデータベースの作成と運営[12]
- 合同作品展を開催するなどの国内外での文化交流[12]
- 割れてしまった陶器や不要になった陶器資材を用いてタイルや砂利などへの再利用を図る活動[12]。

を上げていた。
2012年（平成24年）5月6日、春の益子陶器市の最終日。東日本大震災の記憶も消えない中で、真岡市や益子町を通過する大竜巻が発生した。益子町の陶芸家・竹下鹿丸一家や榎田博、そして陶壁作家・藤原郁三の住宅や作業場など
震災に続き竜巻による二重被害を受けた。
その状況下で、鈴木稔代表を始めとする「MCAA」のメンバーは迅速に被災支援に乗り出した。
災害ボランティアを迅速に組織し、竜巻発生直後から製陶業者を対象に被災状況を調査し、必要な支援を確認。竜巻被害を受けた9軒中、7軒からがれき撤去の手伝いの依頼を受け、インターネットで支援メンバーを募り茨城県笠間市からも有志が集まり、連日約15人体制で被災家屋で瓦やガラス、木々の解体などの撤去作業を進めた。
同年5月22日と23日、栃木県宇都宮市オリオン通りに、下野新聞創刊日に当たる6月1日にオープンした「下野新聞NEWS CAFE」の1階南側の壁面に、東日本大震災で損壊された益子焼のがれきのタペストリーが「MCAA」のメンバーを中心としてボランティアスタッフと共に張り付けられ制作された。
同年8月、3月に閉廊した益子焼窯元共販センター内の「キョーハンシックスギャラリー」の施設を引き継ぐ形で活用し、「MCAA 6 gallery」を新たにオープンした。ギャラリーの奥にメンバーの作陶作品を常設展示し作品を販売するスペースが設けられている他に、
1シーズンに1回、年4回の企画展開催を試み、また新たな試みを行う若手作家たちのための陶芸だけではない様々なアート作品を発表する場として1週間単位でギャラリーを貸し出し、そして海外の陶芸家や芸術家たちとの交流や作品発表の場、そして成井恒雄や薄田浩司などの益子焼の陶芸家を紹介する場として様々な展示会を行っている。
その後、2015年（平成27年）の時点でMCAAのメンバーは38名となり、当時の理事長である横尾聡を中心とした7名がアメリカ・オレゴン州へと渡り、益子焼のPR活動を行った。
以上の経緯により、MCAAは現在、以下の4つの事業を柱として運営されている
- 益子焼作家の創作活動環境整備及び、そのネットワーク構築事業[5][4][3]
- 「トウジャRe（トウジャり）」[1]の製品化[3]などの割れたり使用出来なくなった陶磁器の再利用事業[6][5][4][3][1]
- 災害発生時の支援事業[5][4][3]
- 国内外の陶芸家や芸術家たちとの文化交流事業[5][4][3]

これらの活動方針を掲げながら、上記の展覧会開催や、2018年（平成30年）に行われた「土祭」に「トウジャRe」を用いたインスタレーションを行い参加したり、熊本地震などの他地域の窯元への災害復興支援活動を続けている。